# Comuna Râșca, Suceava
Râșca este o comună în județul Suceava, Moldova, România, formată din satele Buda, Dumbrăveni, Jahalia, Râșca (reședința) și Slătioara. Se pare ca numele de Râșca reprezintă «românizarea» slavonescului „РЁЧЌА”, care inseamna „pârâu” (1), astfel mănăstirea și apoi localitatea împrumutând toponimul râului (pârâului) care curge în apropiere, și al moșiei pe care au fost așezate.
Până la reforma administrativă din 1950 a făcut parte din județul Baia.

## Descriere geografică a zonei Râșca (limite și poziția geografică)
Râul Râșca, afluent de dreapta al râului Moldova are un bazin de orientare NV-SV, ce se desfășoară pe o lungime de 53 km, cu o lățime maximă de 11 km. El se suprapune părții de SV a județului Suceava, dar se continuă și pe o mică porțiune din nordul județului Neamț.
Această unitate geografică, distinctă în Subcarpați, este limitată de paralelele de 47º 14' și 47º 21' latitudine nordică și de meridianele de 25º 58' si 26º 29' longitudine estică. Suprafața bazinului, de 459 km², reprezintă doar 0,16% din cea a țării și are următoarele limite: în N-NE - Valea Moldovei îl desparte de Podișul Moldovei, în V - Culmea Stânișoarei, în N - interfluviul ce reprezintă și cumpăna apelor care separă râurile Bogătași-Suha Mare de Slătioara și Râșca Mare, iar la S - înalțimile Culmii Pleșului, care constituie și limita administrativă între județele Neamț și Suceava. (2)

## Spațiul socio-geografic
Comuna Râșca, al cărei nucleu artistic, cultural și spiritual este Sfânta Mănăstire Râșca, este așezată în depresiunea cu același nume, ce face trecerea de la Carpații Orientali la Subcarpații Moldovei, Podișul Moldovenesc și lunca râului Moldova.
Din punct de vedere administrativ, se învecinează cu urmatoarele comune: Bogdănești, Baia, Cornu Luncii, Mălini și Boroaia (din județul Suceava) și Vânători și Pipirig (din județul Neamț).
Din punct de vedere genetic, Depresiunea Râșca a luat naștere prin eroziune selectivă, fiind o depresiune de contact litologic dezvoltată la linia a două domenii geologice diferite, respectiv formațiunile cutanate burdigaliene (specifice Subcarpaților) și cele sarmatice cvasiorizontale (specifice Podișului Moldovenesc). Altfel spus, zona comunei Râșca a fost un punct de „Întâlnire” a Mării Sarmatice cu Munții Carpați, dovadă fiind prezența unor diferite scoici maritime calcinate în Dealul Gri și găsirea unei defense de mamut (azi, expusă la Muzeul de Istorie Naturală din Iași, colecția Veniamin Costachi).
Depresiunea Râșca are o suprafață de 28 km ² și o altitudine medie de 400 m, traversată de râul Râșca. Din punct de vedere morfologic, depresiunea este formată din trei terase cu altitudini de 375 m, 385 m și respectiv 445 m.
Solurile predominante sunt cele silvestre care, în condițiile de climă și unde cantitatea de precipitații este de peste 700 mm³ anual, capătă diferite grade de podzolire.
Vegetația zonei se încadrează în cea de pădure, dar depresiunea propriu-zisă este despădurită, în mare parte arabilă și locuită (sau locuibilă).
Precipitațiile medii ale zonei sunt de 741,3 mm³ anual, cu maxima de 880 mm³ în anul 1974 și minima de 469 mm³ în 1973; în general, ele au aspect torențial. Caracterul neregulat și torențial al ploilor influențează semnificativ debitul râului Râșca, afluent de gradul I al râului Moldova; râul Râșca are o pantă medie de 12‰, un debit mediu anual de 1,34 m³/sec., și șapte afluenți constitutivi: Râșca Mare, Râșcuța, Moișa, Slatina, Țiganca, Bogdănești și Jărna.
Temperatura aerului este în medie de 7,5 °C/an. Vânturile sunt cele specifice întregului județ Suceava și se datorează în principal celor doi curenți barici - cel din Atlantic și cel din NE Europei, dar în depresiune, vânturile sunt atenuate de înălțimile înconjurătoare.
Apariția omului pe aceste meleaguri nu poate fi prea îndepărtată, întrucât toată zona și împrejurimile aparțineau pădurilor. Cele mai vechi urme umane amintesc de neolitic și sunt reprezentate de vestigiile descoperite la locul numit „Cetățuie”, la hotarul administrativ dintre comunele Baia, Bogdănești și Râșca. Cu timpul, omul a intrat în amonte, pe râul Râșca, formând localitatea Bogdănești și, odată cu Mănăstirea Râșca (1542), localitatea Râșca. La început, oamenii ce deserveau mănăstirea erau călugării, robii mănăstirești și țiganii care, pe măsura înmulțirii lor, a extinderii domeniului mănăstiresc și a defrișărilor, părăsesc incinta mănăstirii, formând satul Râșca. Acesta s-a dezvoltat treptat, iar numărul locuitorilor s-a amplificat și datorită venirii unor transilvăneni (în 1699) și bucovineni (în 1774), când provinciile lor de origine au fost ocupate de habsburgi.
În 1893 sunt menționate satele Slătioara și Jahalea, iar în 1912 este menționat satul Buda.
Subsolul comunei conține cărbuni inferiori, deocamdată nerentabil de exploatat, și sare. Au fost semnalate mici zăcăminte de gaze naturale și șisturi bituminoase.
Administrativ, satele comunei Râșca au aparținut comunei Bogdănești, dar din anul 1927, Râșca devine comună de sine stătătoare, compusă din cinci sate. Suprafața administrativă a comunei este de cca 20000 ha, 2487 ha fiind teren agricol (952 ha - arabil; 916 - fânaț; 569 - pășune), iar restul constituindu-l pădurea.
Activitatea industrială constă în exploatarea lemnului și prelucrarea acestuia în cele peste 12 fabrici și gatere, și alte ateliere.
Activitatea turistică este slab dezvoltată, dar de perspectivă agroturistică, având în vedere cadrul natural, obiectivele cultural - spirituale și izvoarele cu apă sărată și sulfuroasă (până în anul 1940 existau la Slătioara „Băile Crăescu”). Pincipalele obiective turistice sunt Mănăstirea Râșca, Biserica Ortodoxă de Stil Vechi din România (sediul acesteia), pensiunile și cabanele vânătorești. (3)

## Mănăstirea Râșca
Mănăstirea Râșca este o mănăstire de călugări amplasată în satul Râșca (din județul Suceava), la o distanță de circa 21 kilometri de orașul Fălticeni. Aici se ajunge de pe Drumul Național Roman-Fălticeni, urmând drumul din partea stânga din dreptul comunei Vadu Moldovei și trecând apoi prin satele Bogdănești și Râșca.
Mănăstirea se află la baza unui deal împădurit de pe pitoreasca vale a râului Râșca, afluent al râului Moldova.
Mănăstirea Râșca este rezultatul mai multor etape succesive de construcții. Ea își trage originea în Mănăstirea Bogdănești, care fusese zidită în jurul anului 1363 de către voievodul Bogdan I al Moldovei (1359-1365). Distrusă din temelie de către turci și tătari, ea nu a mai putu fi reconstruită, așa că la anul 7020 (1512), voievodul Bogdan al III-lea (cel Orb), fiul Sf. Voievod Ștefan cel Mare și fratele de pe tată al viitorului voievod Petru Rareș, a luat hotărârea să construiască în apropiere o altă mănăstire, unde să mute întreaga obște de la Bogdănești, cu blagoslovenia mitropolitului Teoctist al II-lea al Moldovei.
În anul 1542 (7050), după cum reiese dintr-o traducere târzie a pisaniei, la îndemnul episcopului de Roman, PS Macarie (cronicarul), domnitorul Petru Rareș (1527-1538, 1541-1546) a zidit aici, în stilul obișnuit al epocii, o biserică de dimensiuni modeste cu hramul „Sf. Nicolae”. Biserica a fost împodobită însă, ca pe una din ctitoriile sale, cu picturi în frescă. Mănăstirea este prădată de tătari în 1574.
După mai bine de o jumătate de secol de la construirea sa, între anii 1611-1617, marele vornic al Țării de Jos, Costea Băcioc și soția sa, Candachia, au adăugat vechii biserici (după cum stă scris în inscripția pusă de el deasupra intrării sudice) un pridvor masiv care a dublat aproape dimensiunile clădirii. Interiorul noii construcții a fost împărțit prin două arcuri transversale, însoțite de un brâu răsucit, în travee, deasupra celei mai largi, înălțându-se, prin mijlocirea unui rând de arcuri oblice, cea de-a doua turlă a bisericii. Cu prilejul acestor lucrări de extindere, a fost făcută probabil și turla naosului, schimbându-se radical înfățișarea biserici lui Petru Rareș.
Inițial o ctitorie domnească de proporții modeste, mănăstirea s-a dezvoltat ulterior, devenind una dintre cele mai reprezentative așezări monahale din trecutul Moldovei. Ea a fost prădată cumplit de tătari la începutul secolului al XVIII-lea, începând să decadă și să devină pustie.
În perioada stăreției egumenului Calistru Ene (1750-1778), mănăstirea începe să se refacă treptat, biserica este reparată în anul 1766, dar nemaireușind să-și recupereze nici vechiul tezaur al odoarelor cu care fusese înzestrată și nici vechea arhitectură a clădirilor mănăstirești care au fost în cea mai mare parte reconstruite. Între anii 1798-1799, egumenul Chiril reface chiliile mănăstirești, apoi în anul 1815 egumenul Sofronie zidește un paraclis lângă egumenia veche, care este stricat apoi de egumenul Grigore Crupenschi.
Mănăstirea a fost prădată de către turci în anul 1821, „când numai zidul au rămas”. Pe vremea mitropolitului Veniamin Costachi (1803-1842), stareț fiind arhimandritul Isaia (1821-1842), în anul 1827, după cum arată și inscripția pusă atunci, s-au executat numeroase lucrări de renovare a bisericii. A fost dărâmat zidul despărțitor dintre pronaos și naos, ferestrele au fost lărgite fiind întărite cu gratii, intrarea sudică în pridvorul construit de Costea Băcioc a fost zidită, creându-se în schimb alta nouă pe latura vestică, iar vechea pictură a bisericii a fost refăcută. Totodată, s-a ridicat un pridvor mai mic lângă zidul vestic al bisericii și un proscomidiar la nordul altarului, iar între cele două turle vechi a fost construită o a treia, din lemn. Aceste din urmă adaosuri au fost înlăturate cu prilejul lucrărilor de restaurare a bisericii, care au urmat puternicului incendiu din 1921.
Tot în timpul egumenului Isaia s-au construit și actualele chilii de pe latura sudică și estică, lărgindu-se totodată și vechea trapeză din 1765.
Prin poziția ei retrasă, Mănăstirii Râșca i s-a dat și destinația de a fi închisoare pentru călugării vagabonzi și îndeosebi pentru boierii răzvrătiți împotriva domnitorului Moldovei. Din ordinul domnitorului Mihail Sturdza (1834-1849), timp de șase luni, în anul 1844, a fost închis într-o încăpere din turnul clopotniță de la Râșca marele istoric și om de stat Mihail Kogălniceanu (1817-1891), surghiunit pentru vederile sale politice inovatoare. La 100 de ani de la moartea sa, la 20 iunie 1991, a fost amplasată o placă de marmură pe clădirea turnului-clopotniță care atestă acest fapt.
În perioada marelui război pentrui întregirea neamului (1916-1918), călugării din această mănăstire au mers ca infirmieri pe câmpul de luptă pentru îngrijirea răniților, iar chiliile mănăstirii au servit ca spital militar, îngrijit de călugării bătrâni, pentru ca "toți în acel vremuri grele pentru țară, ca buni români, să-și facă datoria" (după cum scrie pe o placă de marmură amplasată pe clădirea bisericii în anul 1931).
În anul 1921 a avut loc un mare incendiu care a ars acoperișul bisericii, casa de oaspeți și chiliile cu întreaga gospodărie, astfel încât mănăstirea era amenințată cu pustiirea. Din îndemnul și stăruința mitropolitului Pimen Georgescu al Moldovei (1909-1934), între anii 1923-1931, mănăstirea a fost refăcută prin munca și osârdia călugărilor, ajutați de popor și de autorități, fiind terminată reconstrucția celor distruse în anul 1931, în timpul stăreției arhimandritului Paisie Cozma. În memoria acestui eveniment a fost amplasată pe clădirea bisericii placa de marmură menționată anterior.
Noi lucrări de restaurare au avut loc la Mănăstirea Râșca între anii 1965-1968. Printre monahii care au vieuit aici menționăm pe monahii Antonie Plămădeală (viitor mitropolit al Ardealului) și Calinic Dumitriu (stareț al acestei mănăstiri între anii 1990-1991 și viitor episcop).
Complexul mănăstiresc Râșca, declarat monument UNESCO, este alcătuit din următoarele edificii:
- Biserica "Sf. Nicolae" - ctitorită în anul 1542 de către Petru Rareș și extinsă în perioada 1611-1617 de către vornicul Costea Băcioc.

Este de remarcat decorația pictuală a bisericii, datorită fidelității cu care pictorul din 1827 a reușit să reînnoiască pe alocuri modelele originare. Reîntâlnim astfel, în cele trei registre ale absidei altarului, scene din «Viața Fecioarei Maria» și «Împărtășirea Apostolilor», iar pe pereții naosului reprezentări din «Viața și Patimile Mântuitorului» - «Cina cea de Taină», «Spălarea picioarelor», «Învierea lui Lazăr», «Iisus în fața lui Pilat», «Batjocorirea lui Iisus» ș.a.
Unele dintre picturi au fost lăsate cu vechea lor înfățișare, cum este cazul portetului Sfântului Nicolae din colțul nord-estic al altarului și cu «Înmulțirea pâinilor» din unghiul nord-estic al naosului. În aceeași situție se află și pictura exterioară, unde cele două mari compoziții de pe peretele sudic, «Judecata de apoi» și «Scara Sf. Ioan Scărarul», amintesc maniera de tratare a acestor subiecte de către pictorii epocii lui Petru Rareș.
În pridvorul bisericii se află, în arcosoliul de sub tabloul votiv, lespedea funerară a mamei lui Alexandru Lăpușneanu, Anastasia, lespede ce a fost adusă aici, potrivit tradiției, din pronaosul bisericii.
- Turnul-clopotniță - cu două etaje, prezintă elemente arhitectonice care permit datarea lui, cu oarecare siguranță, în secolul al XVII-lea.
- Chiliile - datează din secolul al XVIII-lea (cele mai vechi sunt cele de pe latura vestică), fiind construite pe la anul 1766 de către egumenul Calistru Ene. Între anii 1830-1840, sub egumenia arhimandritului Isaia s-au construit și actualele chilii de pe latura sudică și estică, lărgindu-se totodată și vechea trapeză din 1765.
- Zidul de incintă - este construit de către hatmanul Gavriil Coci, fratele domnitorului Vasile Lupu, fiind prevăzut cu turnuri la colțuri. El a fost reparat și supraînălțat, iar pe latura de nord refăcut din temelie în a doua jumătate a secolului al XVIII-lea.
- Manastirea RASCA Arhivat în 5 martie 2016, la Wayback Machine.

## Demografie
Componența etnică a comunei Râșca
     Români (94,9%)
     Alte etnii (5,1%)
Componența confesională a comunei Râșca
     Ortodocși (64,65%)
     Creștini de rit vechi (17,96%)
     Alte religii (12,27%)
     Necunoscută (5,12%)
Conform recensământului efectuat în 2021, populația comunei Râșca se ridică la 5.101 locuitori, în creștere față de recensământul anterior din 2011, când fuseseră înregistrați 5.052 de locuitori. Majoritatea locuitorilor sunt români (94,9%). Din punct de vedere confesional, majoritatea locuitorilor sunt ortodocși (64,65%), cu minorități de creștini de rit vechi (17,96%) și altele (11,66%), iar pentru 5,12% nu se cunoaște apartenența confesională.

## Politică și administrație
Comuna Râșca este administrată de un primar și un consiliu local compus din 15 consilieri. Primarul, Ionuț-Dragomir Andreica[*], de la Partidul Național Liberal, este în funcție din octombrie 2020. Începând cu alegerile locale din 2024, consiliul local are următoarea componență pe partide politice:
|  | Partid                          | Consilieri | Componența Consiliului | Componența Consiliului | Componența Consiliului | Componența Consiliului | Componența Consiliului |
|  | ------------------------------- | ---------- | ---------------------- | ---------------------- | ---------------------- | ---------------------- | ---------------------- |
|  | Partidul Național Liberal       | 5          |                        |                        |                        |                        |                        |
|  | Partidul Mișcarea Populară      | 3          |                        |                        |                        |                        |                        |
|  | Partidul Social Democrat        | 3          |                        |                        |                        |                        |                        |
|  | Alianța pentru Unirea Românilor | 3          |                        |                        |                        |                        |                        |
|  | Ciocan Neculai                  | 1          |                        |                        |                        |                        |                        |